# Myrmekiaphila
Myrmekiaphila es un género de arañas migalomorfas de la familia Cyrtaucheniidae. Se encuentra en Estados Unidos.

## Lista de especies
Según The World Spider Catalog 11.5:
- Myrmekiaphila comstocki Bishop & Crosby, 1926
- Myrmekiaphila coreyi Bond & Platnick, 2007
- Myrmekiaphila flavipes (Petrunkevitch, 1925)
- Myrmekiaphila fluviatilis (Hentz, 1850)
- Myrmekiaphila foliata Atkinson, 1886
- Myrmekiaphila howelli Bond & Platnick, 2007
- Myrmekiaphila jenkinsi Bond & Platnick, 2007
- Myrmekiaphila millerae Bond & Platnick, 2007
- Myrmekiaphila minuta Bond & Platnick, 2007
- Myrmekiaphila neilyoungi Bond & Platnick, 2007
- Myrmekiaphila torreya Gertsch & Wallace, 1936